# Хвоецковщина
Хвое́цковщина (бел. Хвае́цкаўшчына, пол. Chwajeckowszczyzna) — хутор в Сморгонском районе Гродненской области Белоруссии.
Входит в состав Жодишковского сельсовета.
Расположен в северной части района. Расстояние до районного центра Сморгонь по дороге — около 31 км, до центра сельсовета агрогородка Жодишки по прямой — чуть менее 12 км. Ближайшие населённые пункты — Деновишки, Дубки, Селище. Площадь занимаемой территории составляет 0,0109 км², протяжённость границ 450 м.
Согласно переписи 1999 года постоянного населения в Хвоецковщине нет.
Через хутор проходит автомобильная дорога местного значения Н6130 Гориденяты — Расло — Жодишки — Завидиненты.
К востоку от Хвоецковщины располагается территория охотничьего заказника «Жодишковский».